# Венторф (Зандеснебен)
Венторф (нем. Wentorf) — община в Германии, в земле Шлезвиг-Гольштейн.
Входит в состав района Герцогство Лауэнбург. Подчиняется управлению Зандеснебен. Население составляет 672 человека (на 31 декабря 2010 года). Занимает площадь 4,99 км².